# Ammodaimon acares
Ammodaimon acares är en tvåvingeart som beskrevs av Jason Gilbert Hayden Londt 1985. Ammodaimon acares ingår i släktet Ammodaimon och familjen rovflugor.
Artens utbredningsområde är Namibia. Inga underarter finns listade i Catalogue of Life.